# Антонія Герена Рівера
Антонія Герена Рівера (англ. Antonia Gerena Rivera; 19 травня 1900 року, Лоїса, Пуерто-Рико, США — 2 червня 2015 року Маямі, Флорида, США) — пуерторикано- американська супердовгожителька, яка на момент своєї смерті у віці 115 років і 14 днів була шостою найстарішою повністю верифікованою нині живою людиною в світі і третьою найстарішою нині живою американкою після Джераліен Теллі (померла через 15 днів після смерті Рівери) та Сюзанни-Мушатт Джонс. Рівера є найстарішою повністю верифікованою жінкою та другою найстарішою повністю верифікованою людиною, яка народилася в Пуерто-Рико та найстарішою людиною в історії штату Флорида.

## Життєпис
Антонія Герена Рівера народилася 19 травня 1900 року в місті Лоїсі, Пуерто-Рико, США в сім'ї Хосе Фелікса Герени та Базилії Рівери. Виросла в Барріо Кубуй, Ріо-Гранде. Вона походить з сім'ї довгожителів і була канарського походження. Її брат Френк прожив 115 років, а її сестра Марія 103 роки. Вона вступила в шлюб у 15 років, а в 16 народила першу дитину з восьми. Тільки двоє з них (Кармен і Фе), а також 27 онуків, пережили її.
Була змушена виховувати дітей сама, коли чоловік (помер в 1943 році) воював у Першій світовій війні. Після війни вона працювала вчителькою в школі. В 1980-х роках переїхала до Флориди. В її родині говорили, що причиною її довголіття є гени та регулярне вживання бренді. Сім'я описувала Антонію як «сильну та працьовиту жінку».
Антонія Герена Рівера утримує титул найстарішої жінки та другої найстарішої людини в історії Пуерто-Рико після Еміліано Меркадо дель Торо. Також вона є найстарішою людиною в історії штату Флорида, забравши титул в Метью Бірда.
Вона померла 2 червня 2015 року у віці 115 років і 14 днів в Маямі, Флорида, США, будучи шостою найстарішою нині живою людиною в світі і третьою в США.